# HD 92063
HD 92063，又名CP-58 2371，SAO 238242、HR 4164，是一颗恒星，视星等为5.08，位于銀經286.57，銀緯-1.05，其B1900.0坐标为赤經10h 32m 35.8s，赤緯-59° -1.05′ 41″。